# Coup d'État yougoslave de 1941
 (décembre 2024).
Le coup d'État yougoslave est un épisode de l'histoire de la Yougoslavie pendant la Seconde Guerre mondiale. Organisé le 27 mars 1941 à Belgrade par un groupe d'officiers de l'armée de l'air de l'armée royale yougoslave pro-nationaliste serbe et pro-occidentale officiellement dirigé par son commandant, le général Dušan Simović (associé à plusieurs complots de putsch à partir de 1938), il permet de renverser la régence dirigée par le prince Paul de Yougoslavie et d'installer le roi Pierre II au pouvoir. Le général de brigade de l'aviation militaire Borivoje Mirković, le major Živan Knežević (en) de la garde royale yougoslave et son frère Radoje Knežević (en) sont les principaux organisateurs du renversement du gouvernement. Outre Radoje Knežević, d'autres dirigeants civils étaient probablement au courant de la prise de contrôle avant qu'elle ne soit lancée ; ceux-ci se déplacèrent pour porter ce renversement du pouvoir lors de son déclenchement, mais ils ne faisaient pas partie des organisateurs.
Le Parti communiste de Yougoslavie n'a joué aucun rôle dans le coup d'État, bien qu'ayant apporté une contribution significative aux manifestations de rue de masse dans de nombreuses villes qui ont signalé le soutien populaire à son égard une fois l'insurrection déclenchée. Le putsch est couronné de succès et permet de renverser la régence de trois membres : le prince Paul, Radenko Stanković (en) et Ivo Perović (en), ainsi que le gouvernement du Premier ministre Dragiša Cvetković. Deux jours avant son éviction, le gouvernement de Cvetković avait signé le Protocole de Vienne sur l'adhésion de la Yougoslavie au Pacte tripartite. Le coup d'État était prévu depuis plusieurs mois, mais la signature du Pacte tripartite incita les organisateurs à le mettre en œuvre, encouragés par le Special Operations Executive britannique.
Les conspirateurs militaires ont porté au pouvoir le roi Pierre II, déclaré apte à régner, et un gouvernement d'unité nationale faible et divisé est formé avec Simović comme premier ministre et Vladko Maček et Slobodan Jovanović comme vice-premiers ministres. Le coup d'État conduit directement à l'invasion de la Yougoslavie par les troupes de l'Axe. L'importance du putsch et de l'invasion qui suivra aura pour conséquence le retardement de l'opération Barbarossa, l'invasion de l'Union soviétique, mais cette étape est toujours sujette à débat. En 1972, l'historien militaire Martin van Creveld rejette l'idée affirmant que l'invasion de la Yougoslavie avait en fait aidé et accéléré la campagne globale des Balkans, et que d'autres facteurs détermineront la date de début de l'opération Barbarossa, malgré les récentes découvertes des professeurs Craig Stockings et Hancock qui les ont amenés à conclure que l'opération 25 (l'invasion de la Yougoslavie) a quelque peu contribué à retarder l'invasion allemande de l'Union soviétique.

#### Livres
- Mark Biondich, The Independent State of Croatia 1941–45, New York, New York, Routledge, 2007, 31–59 p. (ISBN 978-0-415-44055-4)
- Yusuf Turan Çetiner, Turkey and the West: From Neutrality to Commitment, Lanham, Maryland, University Press of America, 2014 (ISBN 978-0-7618-6190-4, lire en ligne)
- Boris Ciglic et Dragan Savic, Croatian Aces of World War 2, London, United Kingdom, Osprey Publishing, 2002 (ISBN 978-1-84176-435-1)
- Martin L. Van Creveld, Hitler's Strategy 1940–1941: The Balkan Clue, London, United Kingdom, Cambridge University Press, 1973 (ISBN 978-0-521-20143-8, lire en ligne)
- (sh) Gavrilo Dožić, Memoari patrijarha srpskog Gavrila [« Memoirs of the Serbian Patriarch Gavrilo »], Paris, France, Richelieu, 1974 (OCLC 439206806, lire en ligne)
- Alex N. Dragnich, The First Yugoslavia: Search for a Viable Political System, Stanford, California, Hoover Press, 1983 (ISBN 978-0-8179-7843-3, lire en ligne)
- Tibor Frank, European Neutrals and Non-Belligerents During the Second World War, Cambridge, United Kingdom, Cambridge University Press, 2001, 150–191 p. (ISBN 978-0-521-64358-0, lire en ligne)
- (sh) Ivo Goldstein, Hrvatska povijest [« Croatian History »], Zagreb, Croatia, Novi Liber, 2003 (ISBN 978-953-6045-22-8)
- Paul N. Hehn, A Low Dishonest Decade : The Great Powers, Eastern Europe, and the Economic Origins of World War II, 1930–1941, London, United Kingdom, Continuum International Publishing Group, 2005 (ISBN 978-0-8264-1761-9, lire en ligne)
- Jacob B. Hoptner, Yugoslavia in Crisis, 1934–1941, New York, New York, Columbia University Press, 1963 (OCLC 310483760)
- Lajčo Klajn, The Past in Present Times: The Yugoslav Saga, Lanham, Maryland, University Press of America, 2007 (ISBN 978-0-7618-3647-6, lire en ligne)
- Noel Malcolm, Bosnia: A Short History, New York, New York, New York University Press, 1994 (ISBN 978-0-8147-5520-4, lire en ligne)
- Matteo J. Milazzo, The Chetnik Movement & the Yugoslav Resistance, Baltimore, Maryland, Johns Hopkins University Press, 1975 (ISBN 978-0-8018-1589-8)
- (de) Themistokles Papasissis, Der König muss sterben [« The King Must Die »], Berlin, West Germany, Berlin Bär, 1960 (OCLC 722376881), « 5 »
- Stevan K. Pavlowitch, Hitler's New Disorder: The Second World War in Yugoslavia, New York, New York, Columbia University Press, 2007 (ISBN 978-1-85065-895-5, lire en ligne)
- (sh) Branko Petranović, Srbija u drugom svetskom ratu: 1939–1945 [« Serbia in the Second World War: 1939–1945 »], Belgrade, Yugoslavia, Vojnoizdavaćki i Novinski Centar, 1992 (OCLC 246803289, lire en ligne)
- I. S. O. Playfair, C. J. C. Molony, S. E. Toomer et F. C. Flynn, The Mediterranean And Middle East: Volume II The Germans Come To The Help Of Their Ally (1941) Illustrated Edition, USA, Pickle Partners Publishing, 2014 (1re éd. 1956) (ISBN 978-1-78289-622-7, lire en ligne)
- Alexander Prusin, Serbia Under the Swastika: A World War II Occupation, Urbana, Illinois, University of Illinois Press, 2017 (ISBN 978-0-252-09961-8, lire en ligne)
- Sabrina P. Ramet, The Three Yugoslavias: State-Building and Legitimation, 1918–2005, Bloomington, Indiana, Indiana University Press, 2006 (ISBN 978-0-253-34656-8, lire en ligne)
- Sabrina P. Ramet et Sladjana Lazić, Serbia and the Serbs in World War Two, London, United Kingdom, Palgrave Macmillan, 2011, 17–43 p. (ISBN 978-0-230-27830-1), « The Collaborationist Regime of Milan Nedić »
- (ru) Leonid Reshetnikov, Международные отношения и страны Центральной и Юго-Восточной Европы в период фашистской агрессии на Балканах и подготовки нападения на СССР (сентябрь 1940 – июнь 1941) [« International Relations and the Countries of Central and South-Eastern Europe during the Fascist Aggression in the Balkans and Preparations for an Attack on the USSR (September 1940 – June 1941) »], Moscow, Russian Federation, Institute of Slavic Studies and Balkan Studies of the Russian Academy of Sciences,‎ 1992, 110–123 p. (OCLC 690302464)
- Walter R. Roberts, Tito, Mihailović and the Allies: 1941–1945, New Brunswick, New Jersey, Duke University Press, 1987, 3e éd. (ISBN 978-0-8223-0773-0, lire en ligne)
- William Shirer, The Rise and Fall of the Third Reich: A History of Nazi Germany, New York, New York, Simon & Schuster, 1990 (ISBN 978-0-671-72868-7)
- Fred Singleton, A Short History of the Yugoslav Peoples, New York, New York, Cambridge University Press, 1985 (ISBN 978-0-521-27485-2, lire en ligne )
- (sh) Đoko Slijepčević, Jugoslavija uoči i za vreme drugog svetskog rata [« Yugoslavia Before and During the Second World War »], Munich, West Germany, Iskra, 1978 (OCLC 490751261, lire en ligne)
- Craig Stockings et Eleanor Hancock, Swastika over the Acropolis: Re-interpreting the Nazi Invasion of Greece in World War II, Boston, Massachusetts, BRILL, 2013 (ISBN 978-90-04-25459-6, lire en ligne)
- Pavel Sudoplatov, Special Tasks: The Memoirs of an Unwanted Witness — A Soviet Spymaster, Boston, Massachusetts, Little, Brown & Co., 1994 (ISBN 978-0316773522)
- Marcus Tanner, Croatia: A Nation Forged in War, New Haven, Connecticut, Yale University Press, 1997 (ISBN 978-0-300-09125-0, lire en ligne)
- Ivo Tasovac, American Foreign Policy and Yugoslavia, 1939-1941, College Station, Texas, Texas A&M University Press, 1999 (ISBN 978-0-89096-897-0, lire en ligne)
- Milorad Tomanić, Srpska crkva u ratu i ratovi u njoj [« The Serbian Church in War and Wars Within It »], Belgrade, Serbia, Medijska Knjižara Krug, 2001 (OCLC 249507440, lire en ligne)
- Jozo Tomasevich, Contemporary Yugoslavia: Twenty Years of Socialist Experiment, Berkeley, California, University of California Press, 1969, 59–118 p. (OCLC 652337606), « Yugoslavia During the Second World War »
- Jozo Tomasevich, War and Revolution in Yugoslavia, 1941–1945: The Chetniks, Stanford, California, Stanford University Press, 1975 (ISBN 978-0-8047-0857-9, lire en ligne)
- Jozo Tomasevich, War and Revolution in Yugoslavia, 1941–1945: Occupation and Collaboration, Stanford, California, Stanford University Press, 2001 (ISBN 978-0-8047-3615-2, lire en ligne)
- Hugh Trevor-Roper, Hitler's War Directives: 1939–1945, London, United Kingdom, Sidgwick and Jackson, 1964 (ISBN 978-1-84341-014-0)
- Mirna Zakić, Ethnic Germans and National Socialism in Yugoslavia in World War II, New York City, Cambridge University Press, 2017 (ISBN 978-1-107-17184-8, lire en ligne)

#### Revues et journaux
- Dragan Bakić, « Apis's Men: the Black Hand Conspirators after the Great War », Balcanica, no XLVI,‎ 2005, p. 219–239 (ISSN 0350-7653, lire en ligne)
- (sh) Zdravko Dizdar, « Bjelovarski ustanak od 7. do 10. travnja 1941. » [« Bjelovar Uprising, 7 to 10 April 1941 »], Časopis za suvremenu povijest [Journal of Contemporary History], vol. 39, no 3,‎ janvier 2007, p. 581–609 (lire en ligne)
- Hadži-Jovančić, Perica. "Losing the Periphery: The British Foreign Office and Policy Towards Yugoslavia, 1935–1938" Diplomacy & Statecraft (March 2020) 31#1 pp 65–90.
- Marta Iaremko, « Belgrade Coup D'Etat of March 27, 1941 », Proceedings of the History Faculty of Lviv University, no 15,‎ 2014, p. 119–128 (ISSN 2078-6077, lire en ligne)
- « Nazis Ask Yugoslavs To Explain », The Examiner, Tasmania, Australia, vol. C, no 16,‎ 29 mars 1941, p. 1 (lire en ligne, consulté le 7 juin 2018)
- Sue Onslow, « Britain and the Belgrade Coup of 27 March 1941 Revisited », Electronic Journal of International History, no 8,‎ mars 2005, p. 359–370 (ISSN 1471-1443, lire en ligne)
- Ernst L. Presseisen, « Prelude to "Barbarossa": Germany and the Balkans, 1940–1941 », Journal of Modern History, vol. 32, no 4,‎ décembre 1960, p. 359–370 (DOI 10.1086/238616, JSTOR 1872611, S2CID 144699901)
- David A. T. Stafford, « SOE and British Involvement in the Belgrade Coup d'État of March 1941 », Slavic Review, vol. 36, no 3,‎ septembre 1977, p. 399–419 (DOI 10.2307/2494975, JSTOR 2494975)
- Jerca Vodušek Starič, « The Concurrence of Allied and Yugoslav Intelligence Aims and Activities », The Journal of Intelligence History, vol. 5, no 1,‎ 2005, p. 29–44 (DOI 10.1080/16161262.2005.10555107, S2CID 150956459)
- Martin Van Creveld, « The German attack on the USSR: the Destruction of a Legend », SAGE Journals, european Studies Review, vol. 2, no 1,‎ 1972, p. 69–86 (ISSN 0014-3111, DOI 10.1177/026569147200200104)

#### Sites Internet
- (sr) Roy Medvedev et Zhores Medvedev, « Poklon Moskvi sa Balkana » [« A Gift to Moscow from the Balkans »], Novosti,‎ 19 octobre 2014 (lire en ligne)
- « Prince Paul of Yugoslavia gets royal resting place at last », The Star online,‎ 7 octobre 2012 (lire en ligne)
- (sh) « Rehabilitovan knez Pavle » [« Prince Paul Rehabilitated »], Radio Television of Serbia,‎ 15 décembre 2011 (lire en ligne)
- (sh) « Rehabilitovan Dragiša Cvetković » [« Dragiša Cvetković Rehabilitated »], Politika,‎ 26 septembre 2009 (lire en ligne)
- « Treaty on Friendship and Non-Aggression between the Union of Soviet Socialist Republics and the Kingdom of Yugoslavia », sur www.kodeks.ru, The Legal Information Consortium, 5 avril 1941 (consulté le 14 décembre 2017)